# 帶尾圓魨
帶尾圓魨為輻鰭魚綱魨形目四齒魨亞目四齒魨科的其中一種，為熱帶海水魚，分布於西大西洋區，從美國麻州至巴西聖保羅海域，棲息深度2-70公尺，體長可達30公分，棲息在海草床及礁石平台，以軟體動物、棘皮動物及甲殼類為食，生活習性不明，有毒性，可作為觀賞魚。

## 扩展阅读
維基物種上的相關：帶尾圓魨